# دهستان مؤمن‌آباد (نرماشیر)
{{جعبه اطلاعات دهستان ایران
|تصویر=
|نام‌رسمی=دهستان مؤمن‌آباد
|استان=کرمان
|شهرستان=نرماشیر
|بخش=روداب (نرماشیر)
|مرکز دهستان=مؤمن‌آباد
|جمعیت =۵٬۲۲۵ نفر (۱۳۹۵)
|عرض‌جغرافیایی=
|طول‌جغرافیایی=
|سال تأسیس=۱۳۸۹ خورشیدی
|تعداد آبادی= ۱۱
|پیش‌شماره=۰۳۴
|وبگاه=
|تعدادروزهای یخبندان سالانه=۱۰روز
دهستان مؤمن‌آباد، یکی از دهستان‌های بخش روداب شهرستان نرماشیر در استان کرمان ایران است. مرکز این دهستان، روستای مؤمن‌آباد است.

## جمعیت
بر پایه سرشماری عمومی نفوس و مسکن در سال ۱۳۹۵، جمعیت دهستان مؤمن‌آباد برابر با ۵٬۲۲۵ نفر بوده‌است.